# Labdarúgás a 2003. évi nyári európai ifjúsági olimpiai fesztiválon
A 2003. évi nyári európai ifjúsági olimpiai fesztiválon a labdarúgó mérkőzéseket Párizsban rendezték. A fesztiválon csak női válogatottaknak rendeztek versenyt.

## Érmesek
| A 2003. évi nyári európai ifjúsági olimpiai fesztivál érmesei női labdarúgásban | A 2003. évi nyári európai ifjúsági olimpiai fesztivál érmesei női labdarúgásban | A 2003. évi nyári európai ifjúsági olimpiai fesztivál érmesei női labdarúgásban | A 2003. évi nyári európai ifjúsági olimpiai fesztivál érmesei női labdarúgásban |
| --- | --- | --- | ------------------------------------------------------------------------------- |
| Arany | Ezüst | Bronz |                                                                                 |
| Dánia · Camilla Sand Andersen · Maria Clausen · Pernille Egsgaard · Tanja Holt Erhardi · Janni Arnth Jensen · Carina Johansen · Nanna Johansen · Stine Bastrup Jørgensen · Laura Munck · Theresa Nielsen · Louise Paulsen · Kristine Pedersen · Maria Kroeyer Petersen · Stina Lykke Petersen · Cecilie Sorensen · Sara Vrist | Svájc · Rahel Asprion · Antonella Buck · Vanessa Bürki · Manuela Derungs · Katrin Eggenberger · Cécile Franscella · Sabrina Gerber · Simone Hofer · Isabelle Kaufmann · Laura Locher · Valentina Mercolli · Isabelle Meyer · Stenia Michel · Martina Moser · Flavia Schwarz · Gaëlle Thalmann | Franciaország · Sonia Ameline · Audrey Arraby · Mériane Ben Abdelwahab · Laure Boulleau · Stéphanie De Reviere · Sabrina Delannoy · Coralie Ducher · Christine Gazzin · Jessica Houara · Emilie L'huilier · Louisa Necib · Noémie Nigon · Julie Peruzzetto · Caroline Pizzala · Véronique Pons · Najette Saadallah |                                                                                 |

## Csoportkör

### A csoport
| Csapat   | M | Gy | D | V | G+ | G– | Gk | P |
| -------- | - | -- | - | - | -- | -- | -- | - |
| Dánia    | 2 | 2  | 0 | 0 | 4  | 0  | +4 | 6 |
| Írország | 2 | 1  | 0 | 1 | 1  | 3  | –2 | 3 |
| Izland   | 2 | 0  | 0 | 2 | 0  | 2  | –2 | 0 |

| 2003. július 28. |

| Izland | 0–1   | Írország                |
| ------ | ----- | ----------------------- |
|        | (0–1) | Ann Marie McDonough 18' |

| Stadium Déjerine, Párizs |

| 2003. július 29. |

| Izland | 0–1   | Dánia                     |
| ------ | ----- | ------------------------- |
|        | (0–0) | Camilla Sand Andersen 79' |

| Stadium Déjerine, Párizs |

| 2003. július 30. |

| Írország | 0–3   | Dánia                                                           |
| -------- | ----- | --------------------------------------------------------------- |
|          | (0–3) | Nanna Johansen 18' Louise Paulsen 23' Camilla Sand Andersen 28' |

| Stadium Déjerine, Párizs |

### B csoport
| Csapat        | M | Gy | D | V | G+ | G– | Gk | P |
| ------------- | - | -- | - | - | -- | -- | -- | - |
| Svájc         | 2 | 1  | 1 | 0 | 4  | 2  | +2 | 4 |
| Franciaország | 2 | 0  | 2 | 0 | 2  | 2  | 0  | 2 |
| Svédország    | 2 | 0  | 1 | 1 | 2  | 4  | –2 | 1 |

| 2003. július 28. |

| Franciaország              | 1–1   | Svájc             |
| -------------------------- | ----- | ----------------- |
| Mériame Ben Abdelwahab 24' | (1–0) | Martina Moser 40' |

| Stadium Déjerine, Párizs |

| 2003. július 29. |

| Franciaország        | 1–1   | Svédország          |
| -------------------- | ----- | ------------------- |
| Julie Peruzzetto 56' | (0-1) | Viktoria Kollin 28' |

| Stadium Déjerine, Párizs |

| 2003. július 30. |

| Svájc                                         | 3–1   | Svédország            |
| --------------------------------------------- | ----- | --------------------- |
| Katrin Eggenberger 33' Vanessa Bürki 44', 52' | (0–0) | Johanna Andersson 36' |

| Stadium Déjerine, Párizs |

## Helyosztók

### 5. helyért
| 2003. augusztus 1. |

| Izland                                                                                        | 4–4   | Svédország                                                                |
| --------------------------------------------------------------------------------------------- | ----- | ------------------------------------------------------------------------- |
| Harpa Thorsteinsdóttir 4' Björk Gunnarsdóttir 36' Margret L. Viđarsdóttir 43' (11-esből), 57' | (1–0) | Maja Krantz 32', 37' Johanna Andersson 34' Lisa Dahlkvist 48'             |
| Büntetőpárbaj                                                                                 |       |                                                                           |
| Kolbrún Steinthórsdóttir Regína María Árnadóttir Harpa Thorsteinsdóttir Björk Gunnarsdóttir   | 3 − 5 | Erika Karlsson Sofie Persson Terese Andersson Lina Nilsson Lisa Dahlkvist |

| Stadium Déjerine, Párizs |

### Bronzmérkőzés
| 2003. augusztus 1. |

| Írország                                              | 1–1   | Franciaország                                                                     |
| ----------------------------------------------------- | ----- | --------------------------------------------------------------------------------- |
| Kacey O'Driscoll 48'                                  | (0–1) | Emilie L'Huillier 30+1'                                                           |
| Büntetőpárbaj                                         |       |                                                                                   |
| Katie Taylor Edel Malone Kacey O'Driscoll Sara Lawlor | 2 − 4 | Stéphanie De Revičre Sabrina Delannoy Sonia Ameline Louisa Necib Julie Peruzzetto |

| Stadium Déjerine, Párizs |

### Döntő
| 2003. augusztus 1. |

| Dánia                 | 1–1   | Svájc             |
| --------------------- | ----- | ----------------- |
| Theresa Nielsen 60+2' | (0–1) | Martina Moser 13' |
| Büntetőpárbaj         |       |                   |
|                       | 5 − 3 |                   |

| Stadium Déjerine, Párizs Nézőszám: 300 Játékvezető: Noëlle Robin (francia) |

## Végeredmény
| Helyezés | Nemzet        | M | Gy | D | V | G+ | G– | Gk | P |
| -------- | ------------- | - | -- | - | - | -- | -- | -- | - |
| Arany    | Dánia         | 3 | 2  | 1 | 0 | 5  | 1  | +4 | 7 |
| Ezüst    | Svájc         | 3 | 1  | 1 | 1 | 5  | 3  | +2 | 4 |
|          |               |   |    |   |   |    |    |    |   |
| Bronz    | Franciaország | 3 | 0  | 3 | 0 | 3  | 3  | 0  | 3 |
| 4.       | Írország      | 3 | 1  | 1 | 1 | 2  | 4  | -2 | 4 |
|          |               |   |    |   |   |    |    |    |   |
| 5.       | Svédország    | 3 | 0  | 2 | 1 | 6  | 8  | -2 | 2 |
| 6.       | Izland        | 3 | 0  | 1 | 2 | 4  | 6  | -2 | 1 |